# Spongiaire du Venezuela

Localisation du Venezuela

Les spongiaires du Venezuela sont une partie de la faune Porifères du Venezuela (qui fait partie de la faune du Venezuela).
Un certain nombre d'espèces d'éponges se trouvent à l'état sauvage au Venezuela.
Il s'agit d'une liste partielle des éponges marines et d'eau douce du Venezuela. Les familles sont énumérés alphabétiquement dans les catégories

## Statistiques
| Environment         | Nº de Familles | Nº de Genres | Nº d'Espèces |
| Espèces marines     | 39             | 54           | 100          |
| Espèces d'eau douce | 2              | 7            | 17           |
| Total               | 41             | 63           | 117          |

## Éponges marines
Famille Acarnidae
- Acarnus[1]

Famille Adociidae
- Sigmadocia caerulea Hechtel 1965[2]

Famille Aplysinidae

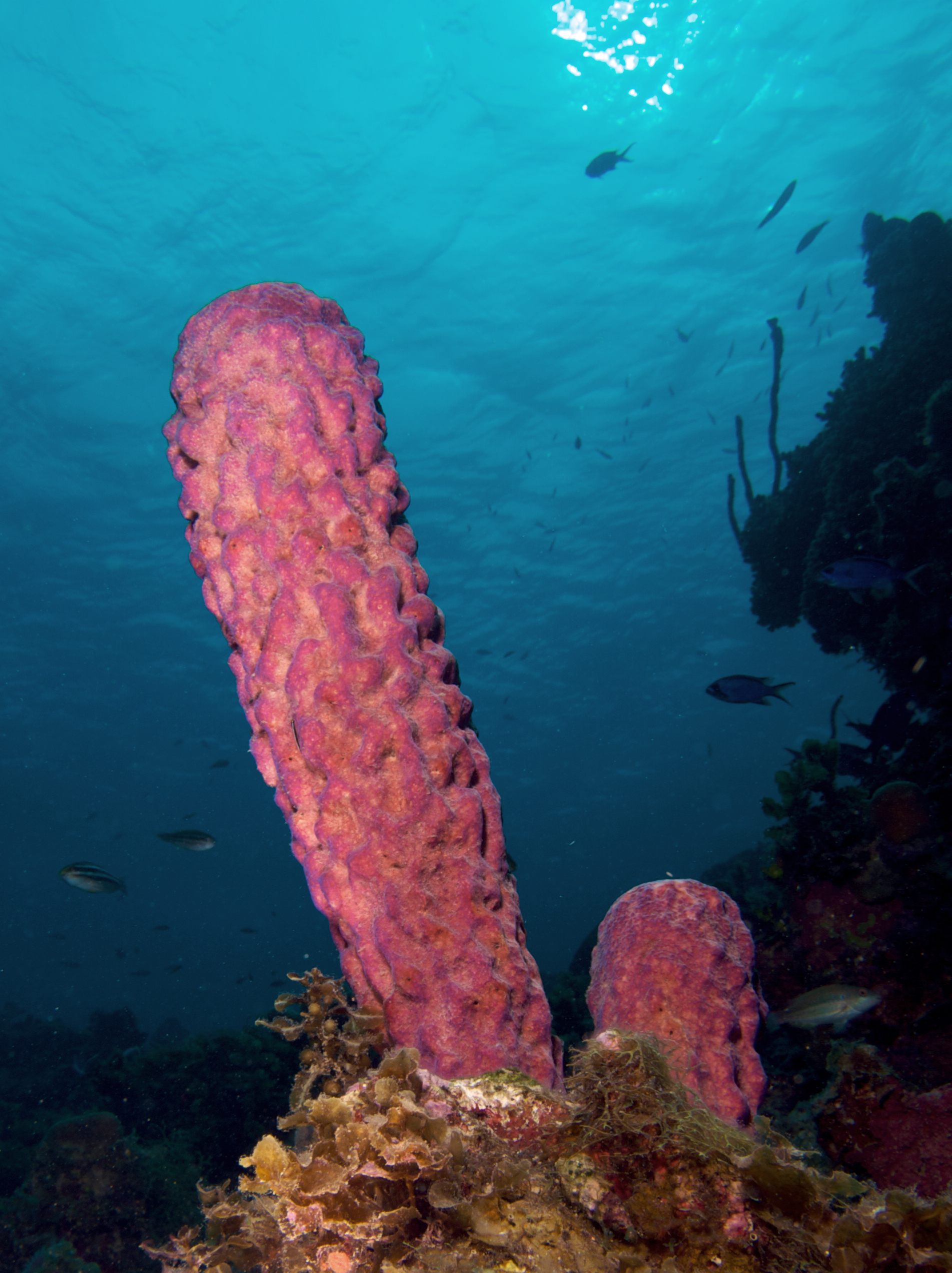
Aplysina archeri

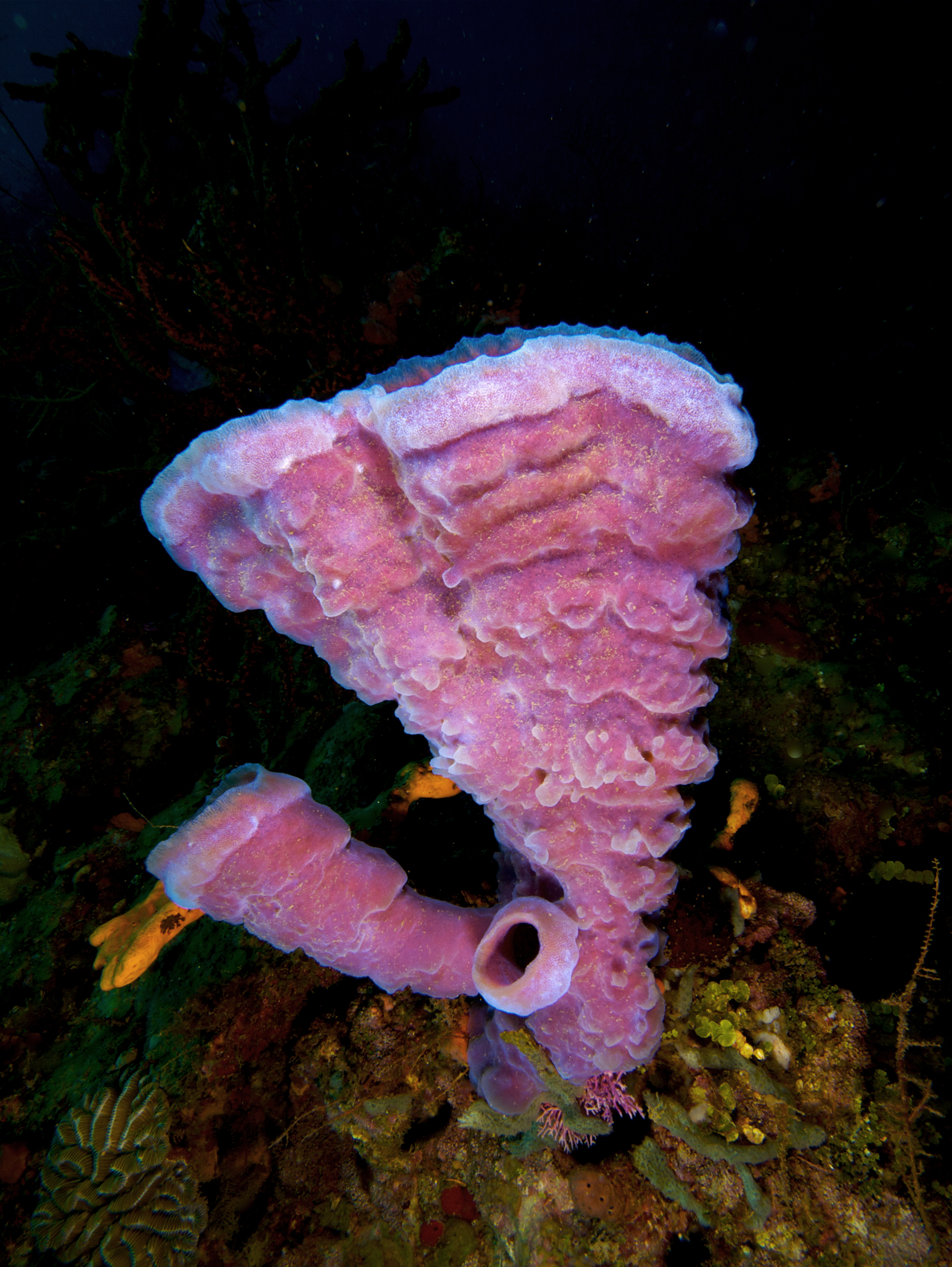
Callyspongia vaginalis

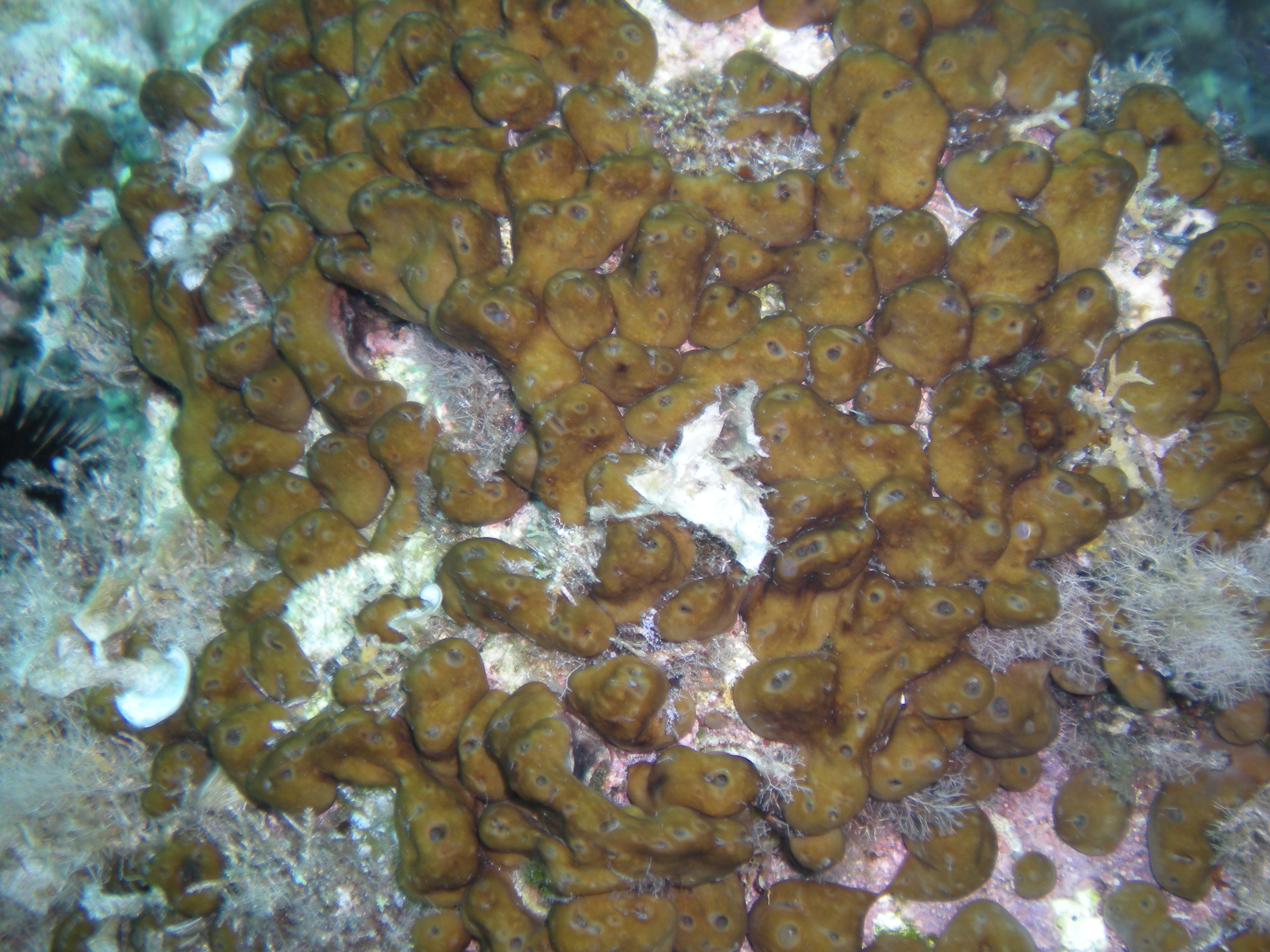
Chondrilla nucula

- Aplysina archeri (Higgin, 1875)[3],[4]
- Aplysina caissara Pinheiro & Hajdu, 2001[5]
- Aplysina cauliformis (Carter, 1882)[3]
- Aplysina fistularis  (Pallas, 1766)[6],[7],[8]
- Aplysina fulva (Pallas, 1766)[3]
- Aplysina lacunosa (Lamarck, 1814)[3],[4]

Famille Callyspongiidae
- Callyspongia arcesiosa  Laubenfels, 1936[8]
- Callyspongia vaginalis (Lamarck, 1814)[3],[6]

Famille Chalinidae
- Chalinula molitba   (Laubenfels, 1949)[8]

Famille Chondrillidae
- Chondrilla caribensis  Rützler, Duran & Piantoni, 2007[8]
- Chondrilla nucula Smithdt 1862[2],[6],[7]

Famille Clionidae
- Cliona raphida Boury-Esnault, 1973[2],[8]
- Cliona varians  (Duchassaing & Michelotti, 1864)[7]

Famille Coelosphaeridae
- Lissodendoryx [1]

Famille Crambeidae
- Monanchora arbuscula  (Duchassaing & Michelotti, 1864)[8]

Famille Darwinellidae
- Aplysilla glacialis  (Merejkowski, 1878)[8]
- Chelonaplysilla erecta Tsurnamal, 1967[8]
- Darwinella rosacea Hechtel, 1965[8]

Famille Desmacididae
- Desmapsamma anchorata (Carter, 1882)[3],[9],[8]

Famille Desmacidonidae
- Liosina monticulosa (Verrill, 1907)[2]

Famille Dysidea
- Dysidea etheria Laubenfels, 1936[8]

Famille Dictyonellidae
- Scopalina ruetzleri (Wiedenmayer, 1977)[7]

Famille Dysideidae
- Dysidea etheria Laubenfels, 1936[3]

Famille Geodiidae
- Geodia gibberosa Lamarck, 1815[2],[1],[8]
- Geodia papyracea Hechtel, 1965[8]

Famille Grantiidae
- Leucandra aspera (Schmidt, 1862)

Famille Halichondriidae
- Anthosigmella varians (Duchassaing & Michelotti, 1864)[2]
- Halichondria magniculosa Hechtel[2]
- Halichondria melanadocia Laubenfels, 1936[7],[1]
- Topsentia ophiraphidites  (Laubenfels, 1934)[10]

Famille Halicloniidae
- Haliclona caerulea (Hechtel, 1965)[8]
- Haliclona crassiloba Laubenfels, 1950[2]
- Haliclona curacaoensis (van Soest, 1980)[8]
- Haliclona doria Laubenfels, 1936[2]
- Haliclona implexiformis (Hechtel, 1965)[8]
- Haliclona magnifica  de Weerdt, Rützler & Smith, 1991[8]
- Haliclona manglaris Alcolado, 1984[8]
- Haliclona permollis (Bowerbank, 1866)[2]
- Haliclona picadaerensis[8]
- Haliclona tubifera (George & Wilson, 1919)[1],[8]
- Haliclona twincayensis de Weerdt,Rützler & Smith, 1991[8]
- Haliclona viridis (Keller, 1889) [2]
- Niphastes variabilis Duchassaing & Michelotti, 1864[2]

Famille Halisarcidae
- Halisarca[8]

Famille Heteroxyidae
- Myrmekioderma rea (de Laubenfels, 1934)[10]

Famille Hymedesmiidae
- Phorbas amaranthus Duchassaing & Michelotti, 1864[5]

Famille Iotrochotidae
- Iotrochota birotulata (Higgin, 1877)[3]

Famille Irciniidae
- Irsinia fasiculata (Palas, 1766)[2],[6]
- Ircinia felix (Duchassaing & Michelotti, 1864)[3],[7],[8]
- Irsinia strobilina (Lamarck, 1816)[2],[3],[6],[7],[8]

Famille Microcionidae
- Artemisina melana  van Soest, 1984[8]
- Clathria ferrea  (de Laubenfels, 1936)[8]
- Clathria hechteli Hooper, 1996[1]
- Clathria microchela (Stephens, 1916)[8]
- Clathria schoenus  (Laubenfels, 1936)[8]
- Clathria venosa (Alcolado, 1984)[8]
- Microciona[2]
- Pandaros acanthifolium Duchassaing & Michelotti, 1864[3],[1]

Famille Mycalidae
- Ulosa hispida Hechtel, 1965[2]
- Mycale americana  van Soest, 1984[8]
- Mycale angulosa (Duchassaing & Michelotti, 1864)[8]
- Mycale carmigropila Hajdu & Rützler, 1998[8]
- Mycale citrina Hajdu & Rützler, 1998[8]
- Mycale laxissima  (Duchassaing & Michelotti, 1864)[8]
- Mycale magnirhaphidifera van Soest, 1984[8]
- Mycale microsigmatosa Arndt, 1927[3],[7],[9],[1]

Famille Niphatidae
- Amphimedon compressa  Duchassaing & Michelotti, 1864[8]
- Amphimedon viridis  Duchassaing & Michelotti, 1864[7]
- Gelliodes ramosa Kieschnick, 1898[6]
- Neopetrosia subtriangularis  (Duchassaing, 1850) [6]
- Niphates erecta Duchassaing & Michelotti, 1864[1],[8]

Famille Ophlitaspongiidae
- Biemna caribea Pulitzer-Finali, 1986[8]
- Biemna microstyla Laubenfels, 1950[2]
- Desmacella jania Verrill, 1907[2]
- Desmacella meliorata  Wiedenmayer, 1977[8]

Famille Petrosiidae
- Neopetrosia subtriangularis  (Duchassaing, 1850)[8]

Famille Phloeodictyidae
- Oceanapia nodosa   (George & Wilson, 1919)[8]

Famille Placospongiidae
- Placospongia intermedia Sollas, 1888[8]

Famille Spirastrellidae
- Desmacella jania[1]

Famille Spongiidae
- Spongia pertusa Hyatt, 1877[8]

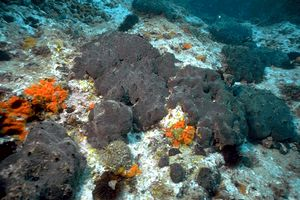
Spongia officinalis

- Spongia officinalis Linnaeus, 1759[2]
- Spongia tubulifera Lamarck, 1814[8]
- Spongia zimocca Schmidt, 1862[2]

Famille Suberitidae
- Prosuberites laughlini  (Díaz, Álvarez & van Soest, 1987)[10],[8]
- Suberites aurantiacus   (Duchassaing & Michelotti, 1864)[8]
- Terpios fugax  Duchassaing & Michelotti, 1864[1]
- Terpios zeteki Laubenfels 1936[2]
- Terpios manglaris  Rützler & Smith, 1993[8]

Famille Sycettidae
- Sycon[8]

Famille Tethyidae
- Tethya actinia  de Laubenfels, 1950[8]
- Tethya seychellensis (Wright, 1881)[8]

Famille Tedaniidae
- Tedania ignis (Duchassaing & Michelotti 1864)[2],[3],[1]
- Lissodendoryx isodictyalis (Carter, 1882)[2],[8]

Famille Tetillidae
- Cinachyrella apion  (Uliczka, 1929)[8]
- Cinachyrella kuekenthali (Uliczka, 1929)[7]
- Cinachyrella tarentina  (Pulitzer-Finali, 1983) [6]

Famille Thorectidae
- Hyrtios proteus' Duchassaing & Michelotti, 1864[8]
- Hyrtios violaceus (Duchassaing & Michelotti 1864)[3]

## Éponges d'eau douce
Famille: Metaniidae
- Acalle recurvata (Bowerbank, 1863) [11]
- Drulia browni (Bowerbank, 1863)[11]
- Drulia conifera Boneto & Ezcurra de Drago, 1973[11]
- Drulia cristata (Weltner, 1895)[11]
- Drulia uruguayensis Boneto & Ezcurra de Drago, 1968[11]
- Metania reticulata (Bowerbank, 1863)[11]

Famille Potamolepidae
- Onosclera intermedia (Boneto & Ezcurra de Drago, 1973)[11]
- Onosclera navicella (Carter, 1881)[11]
- Onosclera spinifera (Boneto & Ezcurra de Drago, 1973)[11]
- Uruguaya corallioides (Bowerbank, 1863)[11]

Famille Spongillidae
- Corvoheteromeyenia heterosclera (Ezcurra de drago, 1974)[11]
- Saturnospongilla carvalhoi Volkmer-Rivero, 1976[11]
- Spongilla alba Carter, 1849[11]
- Spongilla spoliata Volkmer-Rivero & Maciel, 1983[11]
- Trochospongilla gregaria (Bowerbank, 1863)[11]
- Trochospongilla minuta (Postt, 1887)[11]
- Trochospongilla paulata (Bowerbank, 1863)[11]

## Autres références
- Álvarez, A. I. 1989. Establecimiento, desarrollo y mantenimiento de una comunidad epibentónica tropical. [Settlement, Development and Maintenance of a Tropical Epibenthic Community.] Licenciate’s Thesis, Universidad Central de Venezuela, Caracas, Venezuela.
- Diaz, M. C., S. Pauls, E. Villamizar, A. Alvizu, M. E. Amaro, M. Cellamare, S. Grune, I. Hernández, S. Narciso, A. Pérez, J. Pérez, I. Ramírez, R. Ramos, M. P. Romero, and P. Young. 2003. Porifera Biodiversity in Nueva Esparta, Venezuela: Common Species from La Restinga and Cabugua Island. Abstract. The Twin Cays Mangrove Ecosystem, Belize: Biodiversity, Geological History, and Two Decades of  Change. Report from a Workshop, Smithsonian Marine Station, Fort Pierce, Florida, December 2003. Washington, D.C.: Smithsonian Institution.
- Pauls, S. 1998. Estudio Sistemático y Biodiversidad de Porifera y Cnidaria en la Bahía de la P. N. Henri Pittier. [Systematic and Diversity Study of Porifera and Cnidaria of the Ciénaga de Ocumare de la Costa Bay, Henri Pittier National Park.] Caracas: Escuela de Biología, Universidad Central de Venezuela.
- Pauls, S. 2003. “Esponjas.” In Biodiversidad en Venezuela. [“Sponges.”In Biodiversity of Venezuela.], ed. M. Aguilera, A. Azocar, and E. Gonzales, pp. 210– 219. Caracas, Venezuela: Polar Foundation and Ministry of Science and Technology.
- Pérez, A. 2007. Biodiversidad y Estructura Comunitaria de Poriferos Asociados a Raíces del Manglar, Rhizophora mangle, en el P. N. Laguna de La Restinga, Nueva Esparta, Venezuela. [Biodiversity and Community Structure of Porifers Associated to Mangrove Roots, Rizophora mangle, in Laguna de La Restinga National Park, Nueva Esparta, Venezuela.] Licenciate’s Thesis, Universidad Central de Venezuela, Caracas, Venezuela.
- Ramírez, I. 2002. Taxonomía de Esponjas (Porifera: Demospongiae) de la Laguna de Bocaripo, Estado Sucre, e Islote Caribe, Dependencia Federal, Venezuela. [Taxonomy of the Sponges (Porifera: Demospongiae) of Bocaripo Lagoon, Estado Sucre, and Caribe Island, Dependencia Federal, Venezuela.] Licenciate’s Thesis, Universidad de Oriente, Cumaná.

### Vidéos
- Diving Los Roques HD / Buceo Los Roques HD / Mergulho Los Roques HD